# Gülseda Başıbütün
Gülseda Başıbütün – turecka bokserka wagi junior muszej, brązowa medalistka mistrzostw Europy (2006) oraz mistrzostw Unii Europejskiej (2008).

## Kariera amatorska
We wrześniu 2006 Başıbütün zdobyła brązowy medal mistrzostw Europy, które odbywały się w Warszawie. W ćwierćfinale pokonała na punkty (25:19) Rumunkę Camelię Negrę. W półfinale pokonała ją na punkty (16:23) reprezentantka Węgier Mónika Csik. W listopadzie tego samego roku brała udział w mistrzostwach świata w Delhi. Przegrała tam jednym punktem (23:24) z późniejszą medalistką zawodów, Marlon Esparzą.
W 2008 roku zdobyła brązowy medal mistrzostw Unii Europejskiej. W walce o miejsce na podium pokonała Włoszkę Silvię La Notte, a w walce o finał przegrała z Rumunką Lidią Ion.